# Émile Bessière
Pour les articles homonymes, voir Bessière.
Germain Émile Bessière, né à Montsalès le 15 août 1860 et mort à Marseille le 10 octobre 1944, est un parolier, chanteur et auteur dramatique français.

## Biographie
Fils de marchands de vins installés à Paris, il devient comptable à 15 ans au Petit-Saint-Thomas. Il vit ensuite deux années de bohème avant de passer une audition de chanteur au Bataclan. Engagé il joue sous le pseudonyme de Darvel. Il passe ensuite tour à tour à L'Eldorado, à l'Éden-Concert, au Concert-Parisien et à L'Alcazar.
Encouragé par Charles Le Goffic, il commence à écrire ses propres textes tout en reprenant pour vivre le métier de son père après son mariage. Mais c'est le succès de la chanson Les Ingénues portée par Yvette Guilbert qui lance véritablement sa carrière. Loué par les critiques tels qu'Adolphe Brisson du Temps ou Le Goffic, qualifié de « Poète d'Yvette Guilbert », il écrit alors sous son véritable nom.
On lui doit les paroles de près de 400 chansons de la fin du XIXe siècle jusqu'à sa mort sur des musiques principalement de Léo Pouget ainsi qu'une trentaine de pièces de théâtre.
Sa chanson la plus célèbre reste Bonsoir, Madame la Lune qui apparaît sur de nombreuses compilations de chansons françaises anciennes.
En 1906, il devient directeur des Variétés-Casino à Marseille.

## Œuvres
Chansons
- 1887 : Enfin, je l'suis !, monologue en vers, musique d'Hector Ganier
- 1899 : Paris la nuit (croquis parisien), reprise par Amanda Lear en 2006[6]
- 1912 : Bonsoir, Madame la Lune, musique de Paul Marinier, chantée par Paul Marinier

Théâtre
- 1894 : Maire et martyr, opérette en 1 acte, musique de Paul Marinier
- 1898 : La Môme aux grands yeux, pièce en un acte, avec Aimé Ruffier
- 1899 : Le Clou, vaudeville en 1 acte
- 1901 : Un Attentat au bois, vaudeville-pochade à la vapeur
- 1901 : Entre Amants, scène de la vie intime, mêlée de pugilat
- 1901 : L'île de Nénuphar, chinoiserie en un acte, avec Raphaël de Noter
- 1901 : La Troisième du trois, fantaisie militaire en 1 acte
- 1902 : Les stances à Manon, comédie en un acte
- 1902 : Bonsoir!!! scène de la vie intime, en un acte
- 1903 : Samedi de paie, scène de la vie intime, en un acte et en vers, avec Georges Boulanger
- 1909 : Petite brouille, comédie en 1 acte
- 1910 : Le Secret du bonheur, comédie en vers en 3 actes
- 1910 : Monsieur l'Inspecteur, comédie en 1 acte
- 1917 : Madame déménage, vaudeville en 1 acte
- 1922 : L'ordonnance Bézuchet, vaudeville en un acte, avec Ruffier

Ouvrage
- 1899 : Autour de la Butte : chansons de Montmartre et d'ailleurs, préface d'Yvette Guilbert